# (11845) 1987 RZ
(11845) 1987 RZ là một tiểu hành tinh vành đai chính. Nó được phát hiện bởi Henri Debehogne ở Đài thiên văn La Silla ở Chile ngày 12 tháng 9 năm 1987.